# Sipos József (építész)
Sipos József, születési nevén Schlesinger József (Liptószentmiklós, 1877. május 30. – ?, 1945 után) magyar építész.

## Élete
Szülei Schlesinger Vilmos és Pinkus Julianna. Építészmérnöki oklevelét a Magyar királyi József Műegyetemen szerezte 1902-ben. A századforduló idején működött Budapesten bérházak építészeként. Az első világháború idején tűzharcos volt a császári és király 58. hadosztályban.
Népszínház utcai bérházának különlegessége, hogy egy alapjában is keskeny, ráadásul befelé szűkülő telken épített is kisebb épületet, amely hátrahúzott középső részével eltér a környező bérházaktól. (A ház első terve még sík felületű épületet ábrázolt.) A Március 15. téren álló bérházának manzárdtetője és kupolája elpusztult a második világháború során.
Az 1910-es években a szecesszió, az 1920-as évek során az újhistorizmus stílusában alkotott.
1931. október 18-án Budapesten házasságot kötött a nála 26 évvel fiatalabb Pick Piroskával.

## Ismert épületei
- 1903: Balázs-bérház, Budapest, Árpád fejedelem útja 34. / Frankel Leó út 21-23. (Wellisch Alfréddal közösen)[10]
- 1911: bérház, Budapest, Tűzoltó utca 3.[11]
- 1912: Koltai-bérház, Budapest, Március 15. tér 3.[7]
- 1914–1915: bérház, Budapest, Népszínház u. 20.[12][13]
- 1915: bérház, Budapest, Bercsényi utca 10.[14]
- 1928: Brünauer-bérház, Budapest, Tátra u. 5/a.[8]

átalakítások:
- 1920: Bodánszky-bérház üzlethelyiségének átalakítása, Budapest, Gogol u. 24. (épült: 1910, tervezte: Bokor Gyula és Ács Aurél)[15]

## Képtár

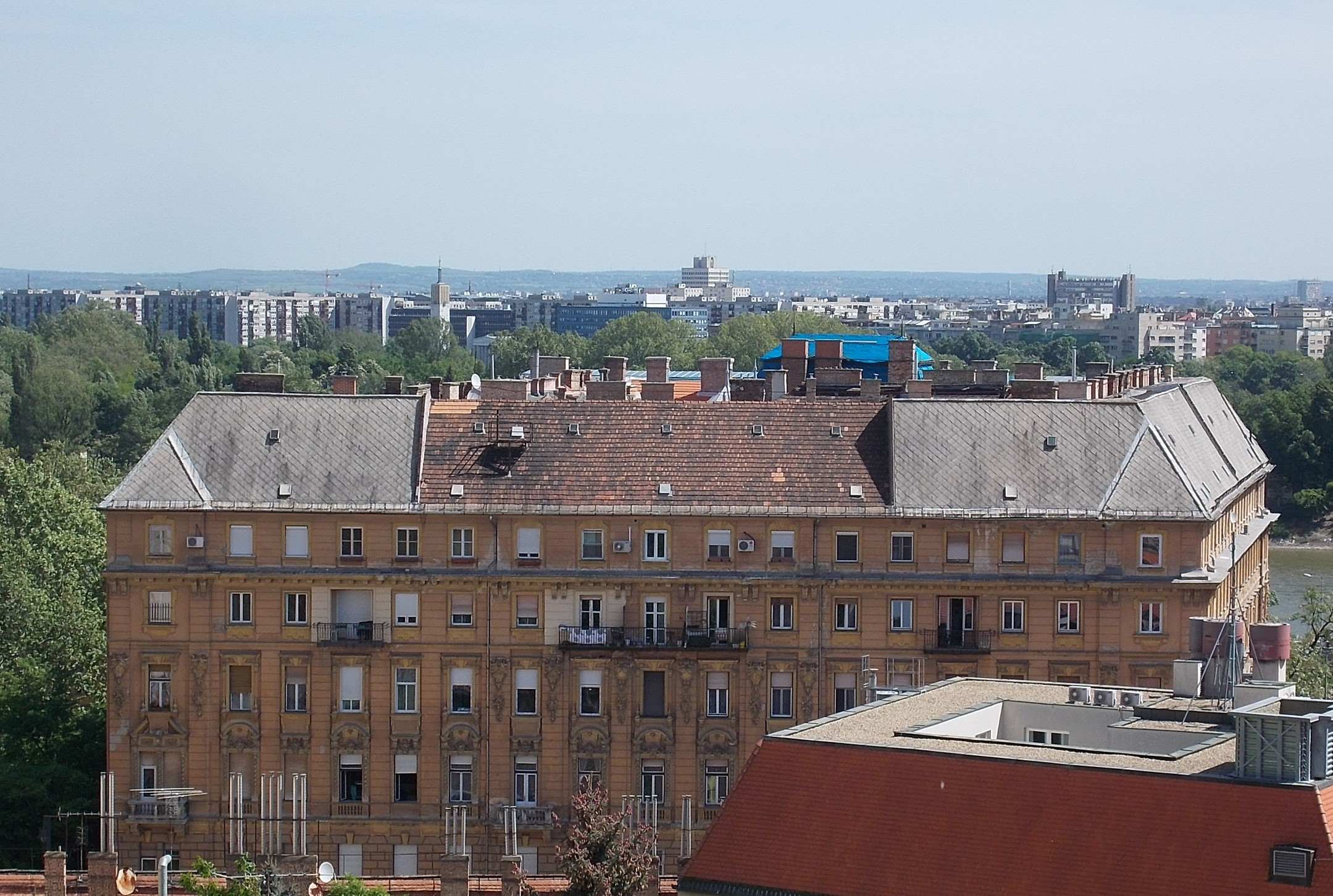
Budapest, Frankel Leó út 21-23.
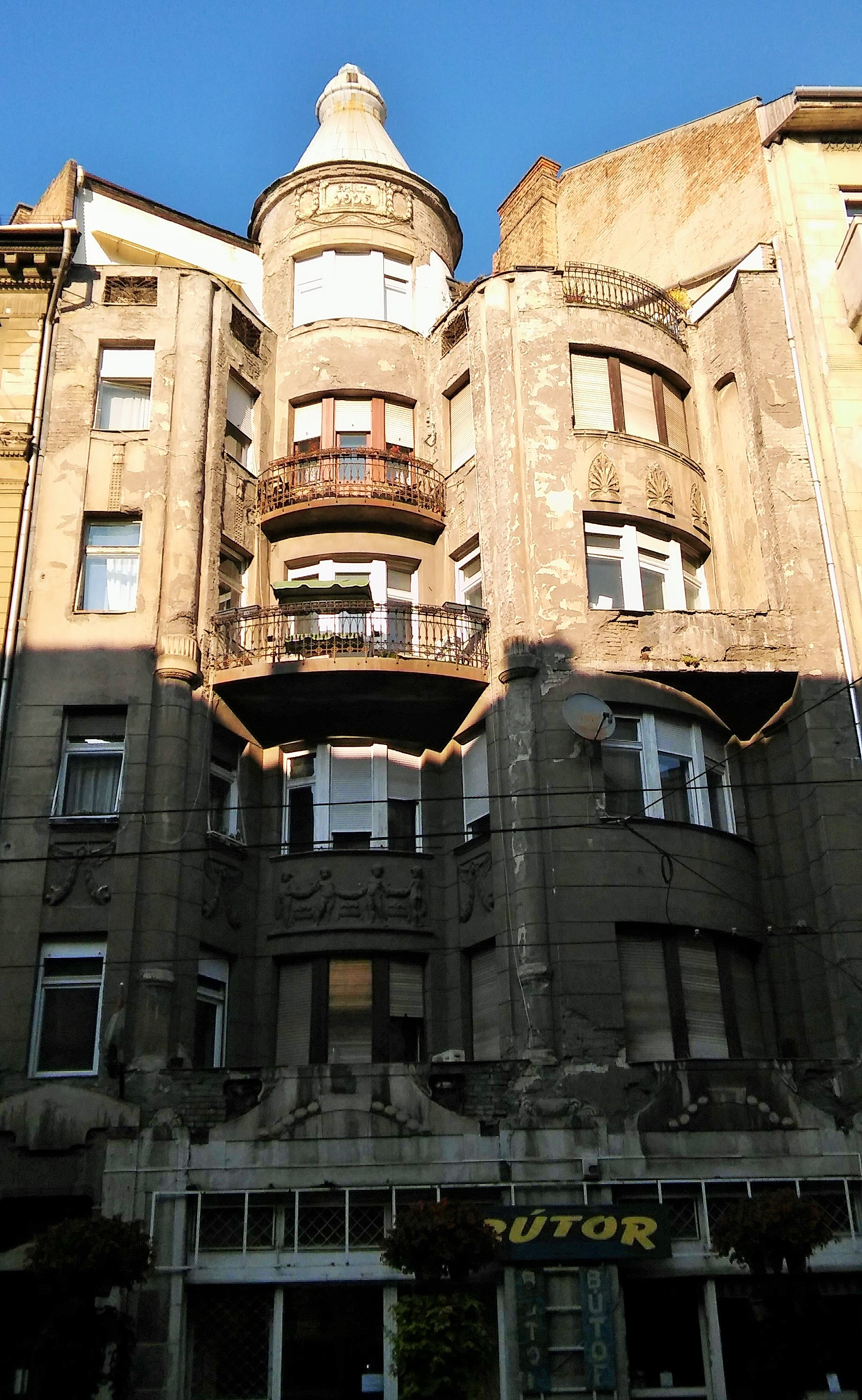
Budapest, Népszínház u. 20.
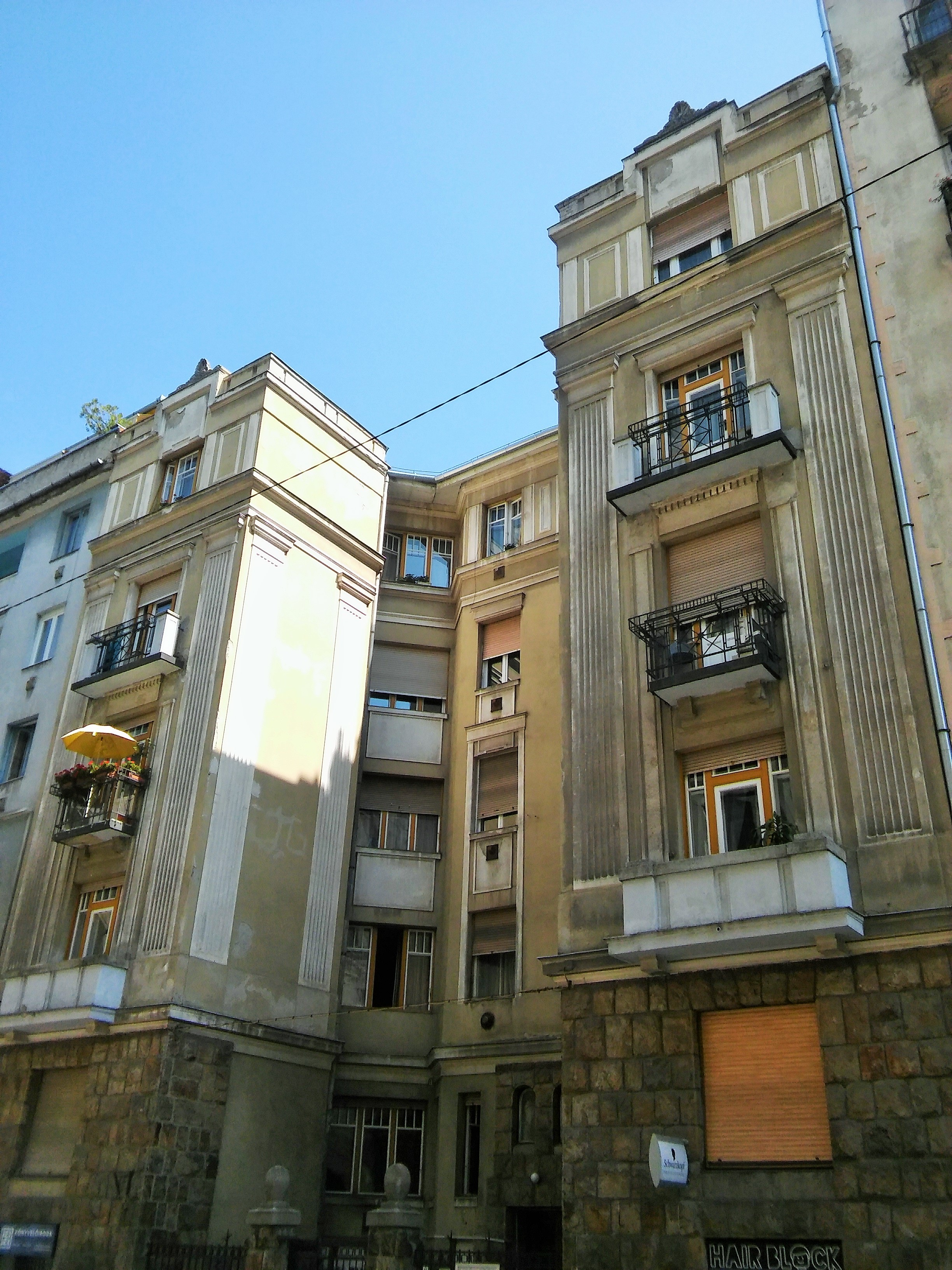
Budapest, Tátra u. 5/a.